# 12-cm-Feldhaubitze 1912/39 L14
Die 12-cm-Feldhaubitze 12/39 L 14 (F Hb 12/39 L 14) war ein Feldgeschütz der Schweizer Armee.

## Geschichte
Die 12-cm-Haubitze der Friedrich Krupp AG, Essen hatte anstelle der herkömmlichen Federsporngeschütze, bei denen das Rohr noch starr in einer Lafette gelagert war, eine damals neuartige hydromechanische Brems- und Vorholvorrichtung für das Abschussrohr. Diese neue Technik des Geschützbaus verhinderte, dass sich das Geschütz bei jedem Schuss wegen des Rückschlags aufbäumte und neu ausgerichtet werden musste.
Die 12-cm-Haubitze wurde 1912 von der Schweizer Armee eingeführt und gehörte zur schweren Artillerie der Divisionen. Die damals sechs Divisionen hatten je eine Haubitzabteilung mit zwei Batterien. Die Schweizer Armee kaufte von Krupp 86 Geschütze.
1939 wurden 63 Geschütze durch die Eidgenössische Konstruktionswerkstätte (K+W)  in Thun umgebaut. Bei der 12-cm-Haubitze  wurden Rohr, Patronenlager, Laderaum (von 1 auf 1,9 L), Vorholfeder, Mündungsbremse, Schussbremse und Richtinstrumente ergänzt oder modifiziert. Damit konnte die Reichweite von 6 auf 8,5 Kilometer gesteigert werden. Sie wurde fortan als «F Hb 12/39 L 14» bezeichnet. Später wurde ein Teil dieser Geschütze für Zugmaschinen (Motorzug) mit Vollgummirädern mit gelochten Metallscheiben und Spiralachsabfederung umgebaut sowie mit einem speziellen Zweiradfahrgestell (Protze) ausgerüstet.
Die 12-cm-Feldhaubitze 12/39 wurde auch in den ab 1940 erstellten Artilleriewerken eingesetzt (Ennetberg, Kichlidossen, Gross Tosse, Magletsch usw.). 1941 wurden für den Einbau in die Festungswerke eine Parallelhebellafette und eine Pivothalterung entwickelt.
Nach 1945 wurden diese 12-cm-Feldhaubitzen durch 15-cm-Feldhaubitzen ersetzt, welche durch die Umstellung auf neue Geschütze bei der Feldartillerie frei wurden.
Die Haubitze mit dem Rohrnummer 4 wurde 1947 von der K+W Thun letztmals revidiert und hatte insgesamt in Übungen 5577 Schuss abgegeben.

## Originalhaubitze 1912
Die Originalhaubitze hatte eine Einholmlafette, eine Spurweite von 148 cm und Holzräder mit 75 mm breiter Eisenbereifung. Sie wurde von sechs Pferden gezogen und konnte eine Fahrgeschwindigkeit von 10 km/h erreichen. Die Munition konnte in zwölf Fächern der Geschützprotze transportiert werden und zusätzlich hatte der Senkkastenwagen (Caisson) weitere 24 Fächer
Zur Bedienung wurden sieben Mann benötigt, wobei der Geschützchef zugleich auch die Richterfunktion wahrnahm.

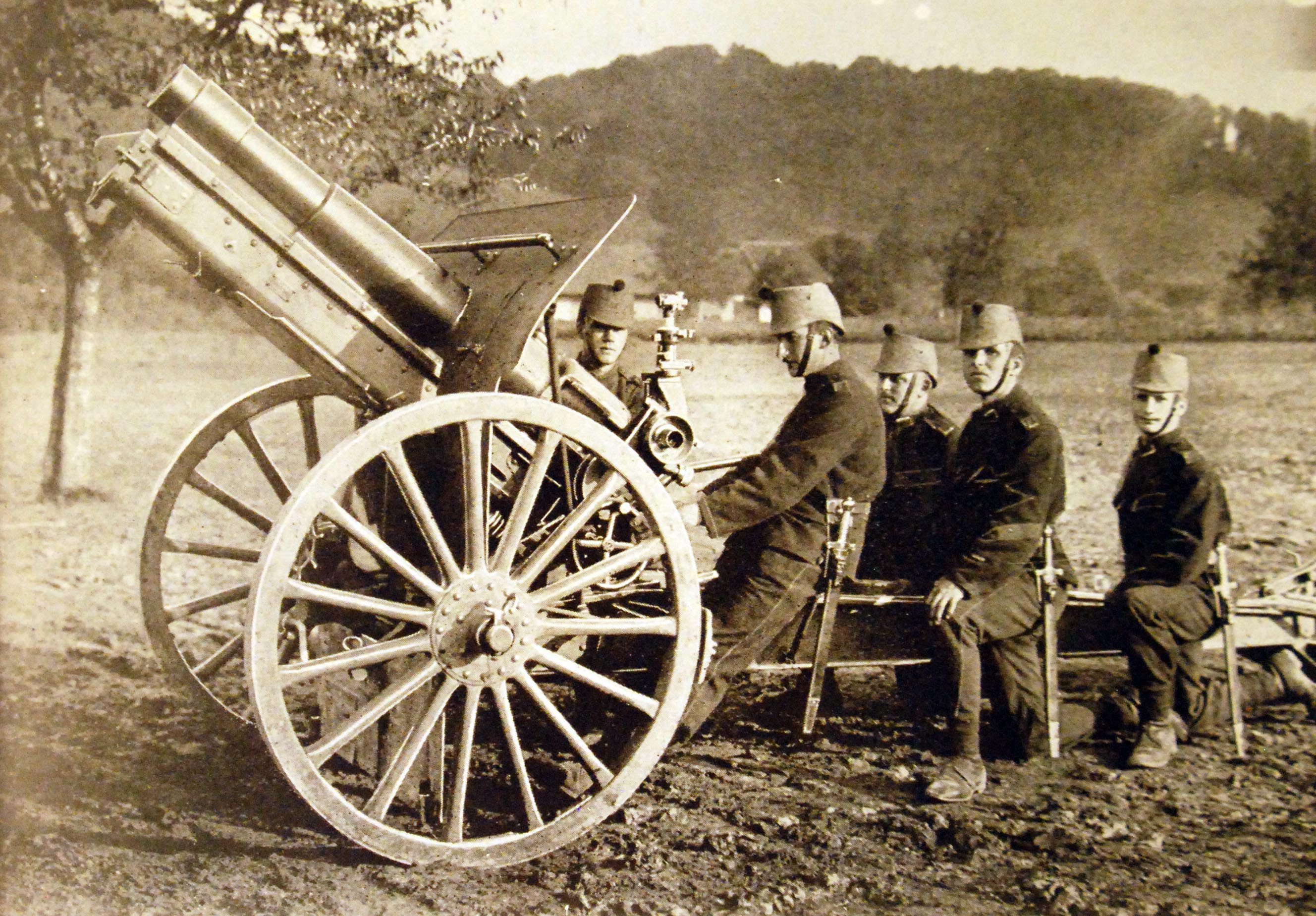
12-cm-Feldhaubitze 1912, Erster Weltkrieg
12-cm-Feldhaubitze 1912
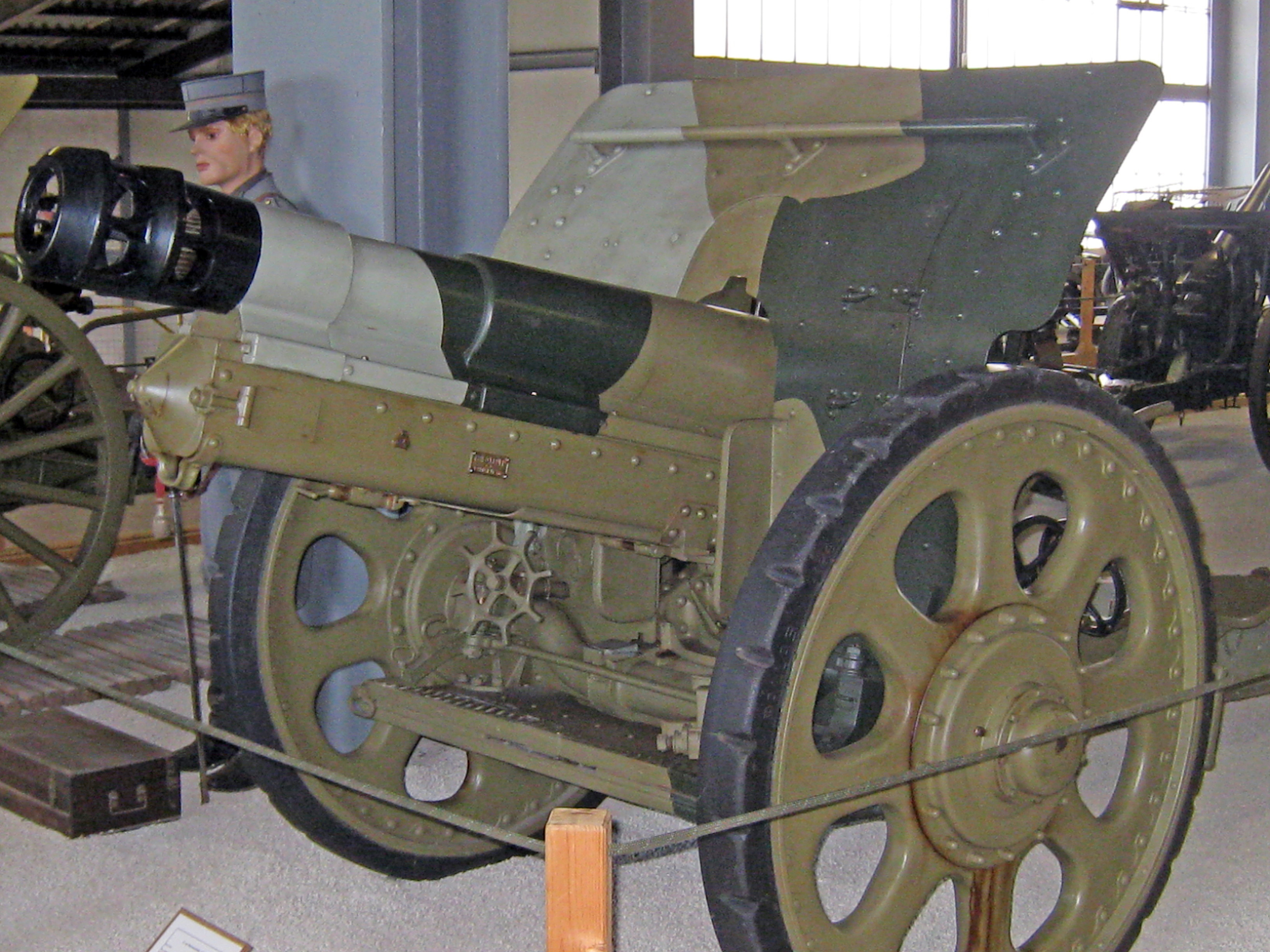
Motorhaubitze 12/39
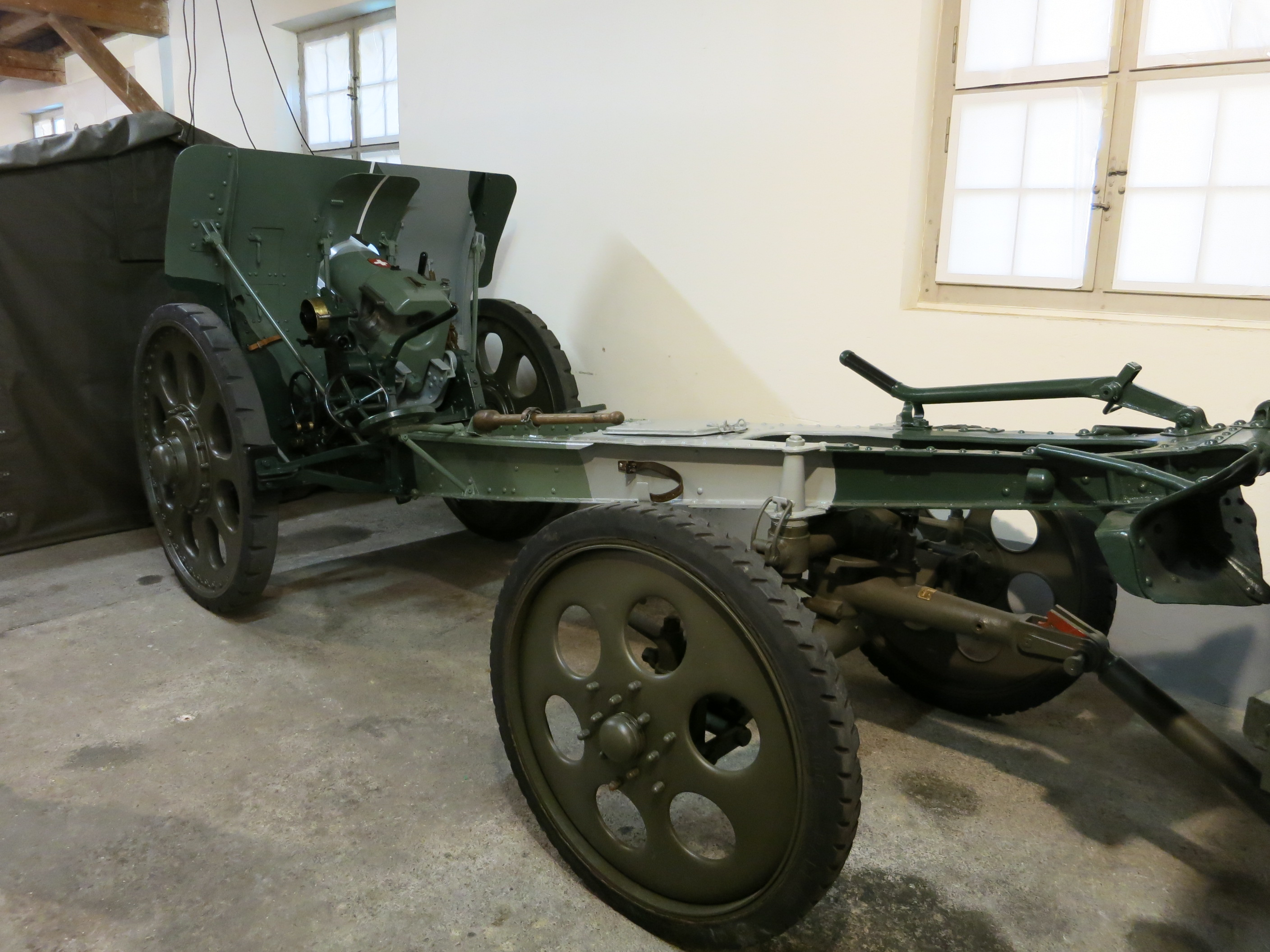
Motorhaubitze 12/39 mit Protze
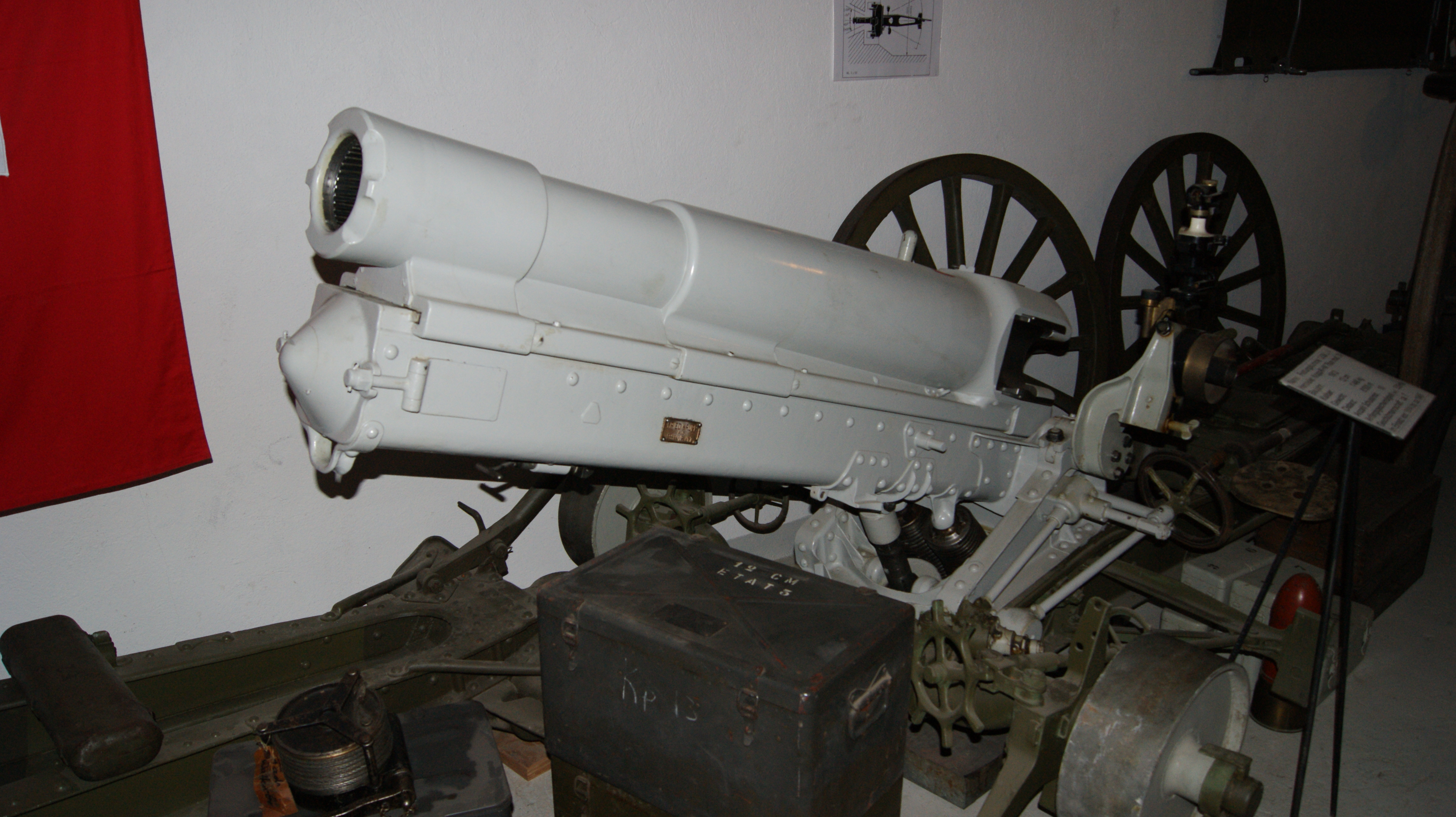
Festungskanone 12/41 mit Hebellafette, ohne Mündungsbremse

## Haubitzbatterie
Der Mannschaftsbestand einer Haubitzbatterie bestand während des Ersten Weltkriegs aus einem Kommandanten (Hauptmann), vier Subalternoffizieren, 22 Unteroffizieren und 123 Gefreiten und Soldaten. Der Geschütz- und Fahrzeugpark jeder Batterie umfasste vier Geschütze und acht Caissons, je ein Beobachtungswagen, Batteriewagen, Vorratswagen, Fourgon und zwei Proviantwagen. Alle Wagen ausser den Proviantwagen (zweispännig) wurden von sechs Pferden gezogen. Jedes Geschütz erhielt einen Vorrat von 600 Schuss Munition.
Der Batterie standen 21 Reitpferde (Offiziere und Unteroffiziere) und 100 Zugpferde für die Bespannung der Geschütze und Fuhrwerke zur Verfügung.

Feldhaubitzenbatterie schussbereit
Artillerie auf dem Marsch
aus der Stellung gezogen